# Grandpuits-Bailly-Carrois
Grandpuits-Bailly-Carrois è un comune francese di 989 abitanti situato nel dipartimento di Senna e Marna nella regione dell'Île-de-France.

## Società

### Evoluzione demografica
Abitanti censiti